# Benjamin Azamati
Benjamin Azamati-Kwaku (* 14. Januar 1998 in Akim Oda) ist ein ghanaischer Sprinter, der sich auf den 100-Meter-Lauf spezialisiert hat. 2019 siegte er mit der ghanaischen 4-mal-100-Meter-Staffel bei den Afrikaspielen in Rabat.

## Sportliche Laufbahn
Erste internationale Erfahrungen sammelte Benjamin Azamati-Kwaku bei der Sommer-Universiade 2019 in Neapel, bei der er im 100-Meter-Lauf mit 10,54 s im Halbfinale ausschied und mit der ghanaischen 4-mal-100-Meter-Staffel im Finale disqualifiziert wurde. Anschließend gelangte er bei den Afrikaspielen in Rabat über 100 Meter bis in das Halbfinale, in dem er mit 10,43 s ausschied und mit der Staffel mit neuem Spielerekord von 38,30 s die Goldmedaille gewann. Damit erhielt er einen Startplatz in der Staffel für die Weltmeisterschaften in Doha, bei denen 38,24 s aber nicht für einen Finaleinzug reichten. Bei den World Athletics Relays 2021 im polnischen Chorzów gelangte er mit der 4-mal-100-Meter-Staffel bis in das Finale und wurde dort disqualifiziert. Zuvor stellte er in Austin mit 9,97 s einen neuen Landesrekord über 100 Meter auf und verbesserte damit die bisherige Bestmarke von Leonard Myles-Mills aus dem Jahr 1999 um eine Hundertstelsekunde. Ende Juli schied er bei den Olympischen Sommerspielen in Tokio mit 10,13 s im Vorlauf über 100 Meter aus und erreichte mit der Staffel das Finale und wurde dort disqualifiziert.
2022 egalisierte er den ghanaischen Hallenrekord über 200 Meter von 20,57 s und im März stellte er in Texas mit 9,90 s einen neuen Landesrekord über 100 Meter auf. Im Juli schied er bei den Weltmeisterschaften in Eugene mit 10,18 s in der ersten Runde über 100 Meter aus und belegte mit der 4-mal-100-Meter-Staffel in 38,07 s im Finale den fünften Platz. Anschließend belegte er bei den Commonwealth Games in Birmingham in 10,16 s den vierten Platz über 100 Meter und wurde mit der Staffel im Vorlauf disqualifiziert. 2024 belegte er bei den Afrikaspielen in Accra in 10,45 s den fünften Platz und gewann mit der Staffel in 38,43 s gemeinsam mit Edwin Gadayi, Solomon Kweku und Joseph Paul Amoah die Silbermedaille hinter dem nigerianischen Team. Im Mai sicherte er der Staffel bei den World Athletics Relays auf den Bahamas einen Startplatz bei den Olympischen Spielen in Paris. Dort schied er über 100 Meter mit 10,17 s im Halbfinale über 100 Meter aus und wurde mit der Staffel im Vorlauf disqualifiziert.

## Persönliche Bestleistungen
- 100 Meter: 9,90 s (+2,0 m/s), 25. März 2022 in Austin (ghanaischer Rekord)
  - 60 Meter (Halle): 6,54 s, 5. Februar 2022 in Albuquerque
- 200 Meter: 20,13 s (+1,1 m/s), 8. Mai 2021 in Canyon
  - 200 Meter (Halle): 20,57 s, 26. Februar 2021 in Lubbock (ghanaischer Rekord)